# Kelen SC
A Kelen SC egy 1926-ban alapított magyar sportklub, amit a Budapest XI. kerületében található Kelenvölgy lakosai hívtak életre. A korábban röplabda csapatot, kézilabda csapatot és természetjáró szakosztályt is működtető egyesület a hetvenes évektől kezdve kizárólag labdarúgóklubként üzemel, jelenleg pedig az óvodáskorúaktól egészen az old boys korosztályig lehetőséget biztosít tagjainak a versenyszerű futballra. A fiúkat és lányokat is képező egyesületben 32, korosztályosan és szakmailag differenciált utánpótlás csapat működik, mellettük egy-egy öregfiúk és veterán csapat, két felnőtt férfi csapat, és egy felnőtt női csapat is, utóbbi Kun István vezetésével az országos első osztályban, az MLSZ Simple Női Ligában versenyez a 2022-2023-as szezonban.
Az alapvetően befogadó sportegyesületben az alapításkori értékekhez hűen bárki futballozhat, a nagy taglétszámnak köszönhetően ugyanakkor korosztályonként is differenciált képzést tud nyújtani a Kelen, így egy klubon belül van lehetőség az örömfocira, és az elitképzésre is. A Harmati Tamás szakmai vezetésével kiépült, majd 2022 nyarától Bordán Csaba szakmai vezetése alá kerülő rendszerben a korosztályos zöld csapatok jellemzően a kiemelt korosztályos bajnokságokban szerepelnek, a fehér csapatok az országos szint alatti regionális bajnokságokban, míg a piros csapatok leginkább a Bozsik-program keretein belül.  
A klub szakmai igazgatói szerepére 2022 nyarán felkért Bordán Csaba vezeti a Kelen SC felnőtt férfi I. csapatát is, amely a közelmúltban a Vasas NBIII-as csapatához távozó Harmati Tamás vezetésével 2019-ben megnyerte a BLSZ I. osztályát, és az osztályozón is győzve először jutott országos szintre a klub újkori történetében. Az NBIII-as tagság kivívásának évében, 2019-ben nyerte meg a csapat a Budapest Kupa fináléját is, ami a klub történetének legnagyobb sikere. A Covid-19 miatt félbehagyott 2019/2020-as szezonban ugyanakkor a zárótabella alapján visszacsúszott egy osztályt a klub. Nem habozott azonban rögtön visszatérni, és a Budapest Kupa ismételt elhódítása mellett a budapesti bajnokságot is megnyerte a csapat, így a 2021/2022-es idényt újra az NB III. Nyugati csoportjában kezdte meg, melyben már egyszer sem csúszott a kiesőket elválasztó vonal alá, meghosszabbította tagságát, és a 2022/2023-as idényben is az országos harmadosztályban versenghet.

## Utánpótlás
A XI. kerületi Kelen SC harminckettő korosztályos csapatával Buda egyik legnagyobb utánpótlásműhelye, ahol fiúk és lányok is a tehetségüknek megfelelő közegeben futballozhatnak, hiszen nem csak korosztályonként, de szakmailag is differenciálja csapatait a klub. A közel ezer taggal rendelkező egyesületben a klub színei alapján különböztetik meg az utánpótlás csapatokat, így a zöldek a kiemeltek, a fehér csapatok a tehetséges, de szakmai fejlődésüket tekintve kisebb lemaradásban lévő játékosokból álló csapatok, míg a pirosak az abszolút örömfocisták, akik a játék élvezetéért és a közösségi élményeként járnak a Kelenbe.
A Kelen SC utánpótlás csapatai az alábbi linkeken tekinthetőek meg:
- Ovifoci
- Leány UP csapatok
- Zöld UP csapatok
- Fehér UP csapatok
- Piros UP csapatok

## Szakmai vezetés
Elnök
A klub elnöke 2015 óta a Németországban született, de holland állampolgár Andreas van den Aker, aki korábban a Kelen SC elnökségi tagja is volt. Az egykori kapus bankári megbízásból érkezett Magyarországra az ezredfordulót követően, kelenvölgyi lakosként először a gyermekét íratta be a klub utánpótlásába, majd az elnökség tagjaként aktívan segítette elődje, Sárréti Károly munkáját. Újbuda sportéletében végzett elkötelezett és kitartó munkájukat 2018-ban Pro Communitate díjjal ismerte el a XI. kerületi önkormányzat. 

Szakmai igazgató
2022 nyaráig a korábban a Vasas és a Puskás Akadémia utánpótlásában hosszú évekig dolgozó Harmati Tamás vezette a klub szakmai munkáját, amelyre 2017 júliusában kérték fel a felnőtt férfi I. csapat vezetőedzői posztjával együtt. Érkezésével a top utánpótlásképző-műhelyekben jellemző céltudatos szakmaiság épült ki az újbudai csapatnál. Munkásságára és az elnökkel ápolt jó munkakapcsolatára jellemző, hogy színre lépése óta közel száz új utánpótlás játékos csatlakozott a Kelenhez, miközben a klub kiemelkedő tehetségeinek útja több ízben is az ország legjobb egyesületeihez vezetett. Emellett a szakmai program része lett a koordinációs képzés és a futsal, kibővült a klub sporteszköztára, megnövekedtek az edzésszámok, a kiemelt csapatok vezetőedzői pedig főállású edzőkként dolgozhatnak. A 2022 nyarán a Vasashoz távozó szakember helyét a szintén veretes szakmai múlttal rendelkező, így a Puskás Akadémia, a Vasas és az Újpest utánpótlás szakmai vezetésében is szerepet vállaló Bordán Csaba vette át, akit személyesen elődje ajánlott a klub vezetésének. 

Női szakágvezető
A szakágat alapító Könczey Zsolt már a húszas évei elején az edzői szakmát választotta, korosztályos Kelen-edzőként pedig 2013-ban indított féltucat lánynak pluszban, csak nekik szóló labdarúgóedzéseket, majd mindössze hat évvel később már az ország legjobbjai között versenyzett a Kelen felnőtt női csapata. A 2021-2022-es, NBII-ben töltött szezon szezon közepén távozó, később az MTK női szekciójában új munkahelyet találó Könczey szakágvezetői szerepét ideiglenesen a klub elnöke, Andreas van den Aker vette át, míg a felnőtt csapat vezetőedzői székébe Kun István került, akivel a 2022-2023-as szezonban ismét az élvonalban szerepel felnőtt női csapatunk.  

Szaktekintélyek
2020 és 2022 között a szakmai vezetők mellett olyan sokat látott és jelentős szakmai tudást felhalmozó edzők segítették a Kelen SC fejlődését, mint az 1997 óta edzősködő fociforradalmár, Kun István, aki több neves klub utánpótlásában is vállalt jelentős pozíciókat és doktori címre is tört, de leginkább az jellemzi, hogy következetesen tartva magát a modern futballal együtt formálódó szakmaiságához, a keze alatt játszó gyerekek nem csak remek eredményeket érnek el, de egyénileg is olyan fejlődésen mennek keresztül, hogy aztán később a legmagasabb szinten is meglegyen az esélyük arra, hogy megragadjanak. A sokak számára a Csendes Edzőként megismert, azóta már azért hangosabb Kun István mellett 2020 szeptemberétől fejlesztési koordinátorként segíti az újbudai klub munkáját Tajti József is. A korábban a Puskás Akadémiánál, a Ferencvárosnál és a Diósgyőrnél szakmai vezetőként dolgozó futballmindenes nem csak a sportszakmai háttérmunka és a klubstruktúra fejlesztésében vesz részt, de a tréningeket járva a gyakorlati munkát is értékeli, és az edzőkkel személyesen beszélgetve segít a fejlődésükben. 

## Szolgáltatások
Andreas van den Aker elnöksége alatt láthatóan törekszik arra a Kelen SC, hogy teljeskörű futballszolgáltatást nyújtson jóllehet, ennek az alapjait még a holland elnök elődjének vezetésével rakta le a klub. Ugyanakkor elvitathatatlan, hogy a szervezett versenyrendszerekben szereplő Teqball szakosztály, a strandfociban is elinduló Kelen-csapatok, a minden Kelen sportoló számára elérhető önálló egészségügyi szekció, vagy a 2020-as pandémia-karantén alatt is sportági élményeket nyújtó E-sport szakosztály már Andreas van den Aker időszakának termése. 
Futsal
Illetve ebben az időszakban alakult meg a klub futsal szakosztálya is, ami kezdetben egy felnőtt csapatot jelentett, később utánpótlásképzést is, Harmati Tamás érkezésével pedig a kiemelt csapatok képzési programjának részévé vált. A klasszikus focit heti rendszerességgel kiegészítő futsal edzéseket a Fradi felnőtt futsal csapatának korábbi trénere, a brazil Roni Ribeiro, és a magyar futsal válogatott játékos, Horváth Szabolcs vezénylik Soóky Norbert szakmai vezetésével. A szakosztály U18-as csapata 2020-ban az országos első osztályban verseng, a felnőttek pedig a Budapesti futsal bajnokság 1. csoportját vezetik a 2020/2021-es szezon felénél. 
A klub mindegyik kiegészítő szolgáltatása nyitott a klubban egyébként nem futballozó gyerekek és fiatalok számára is. 

## Sporttelep
A Kelen SC sporttelepe a XI. kerületi Hunyadi Mátyás út 56. alatt található. A létesítménynek három szabvány méretű nagypályája van, két műfüves és egy élőfüves. Utóbbi szolgál otthonául a Kelen SC felnőtt csapatainak, 2019 őszén azonban az akkor NBIII-as férfi csapat, és az NBI-es női csapat is máshol bérelt pályákon játszotta hazai mérkőzéseit, hiszen az osztályok előírásainak nem felelt meg a létesítmény. A klub hamar reagált és már az év végén elkezdte a felújítási munkákat. Ennek részeként új gyepszőnyeget kapott az élőfüves pálya és az egykori futópályán is élőfüves területeket alakítottak ki, amik megfelelőek a kis korosztályok, és további kiscsoportos edzések levezetésére. A pálya keleti lelátója is elkészült 2020-ban, míg a nyugati oldali főlelátó építése és a pályavilágítás kialakítása 2021 elején folyamatban van. 
A klub edzései és mérkőzései mellett az MLSZ edzőképzésének is helyszíne a Kelen SC sporttelepe, ahol az elméletben megtanultakat a Kelen utánpótlás játékosaival ültethetik át a hallgatók a gyakorlatba. 